# Droga wojewódzka nr 176
Droga wojewódzka nr 176 (DW176) – droga wojewódzka w województwie lubuskim o długości ok. 5 km, łącząca Niegosław z wioską Kwiejce. 

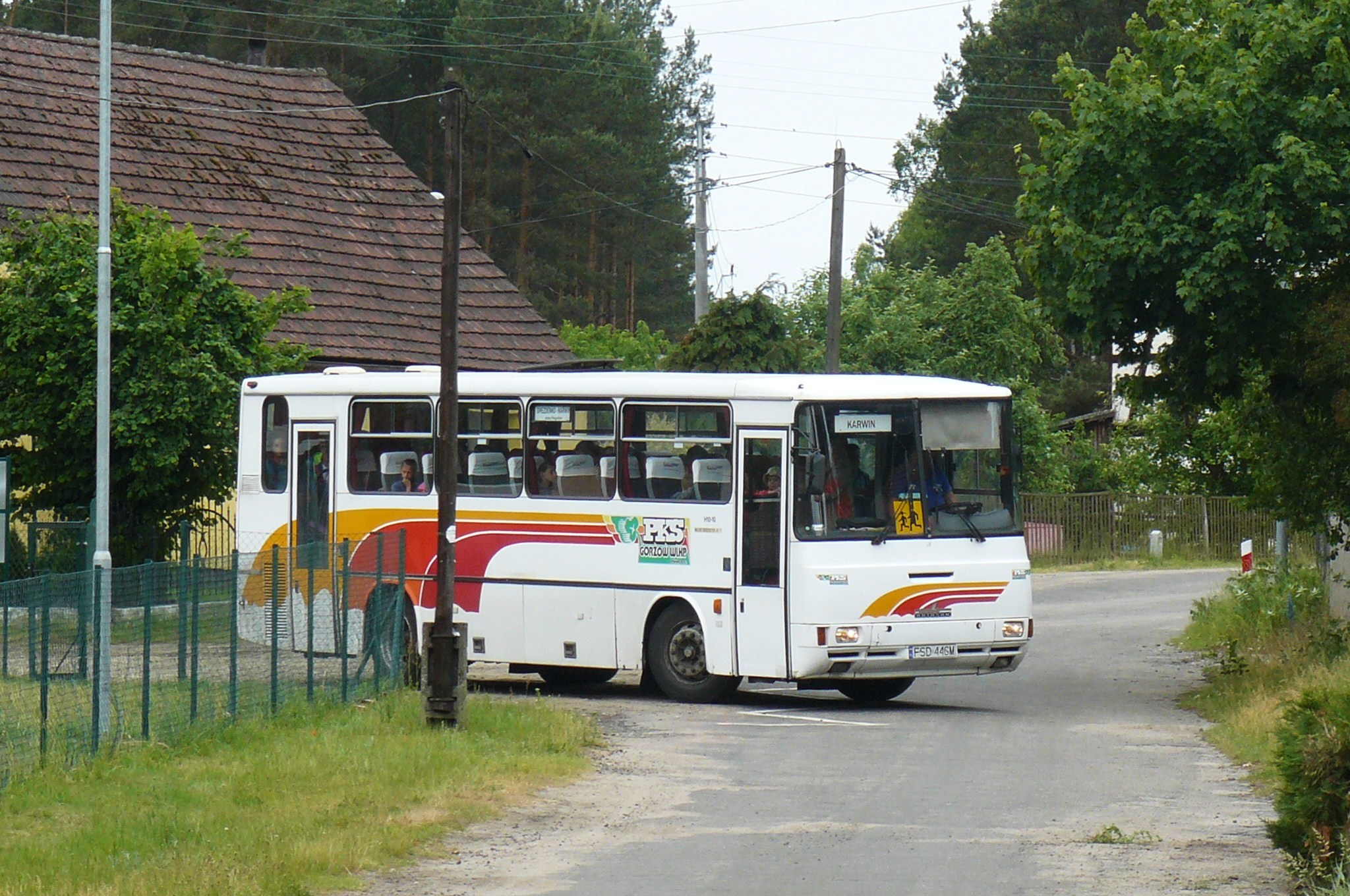
DW176 w Karwinie